# Liste der Endspiele um die Copa Libertadores
Die Liste der Endspiele um die Copa Libertadores enthält alle Finalbegegnungen seit Einführung des Wettbewerbs als Copa Campeones de América im Jahr 1960.
Traditionell wurden die Finalspiele in Hin- und Rückspiel in den jeweiligen Heimspielstätten der Klubs ausgetragen. Die Regelung zur Entscheidungsfindung war dabei nach dem Jahr 1987 reformiert wurden. Hatten zuvor beide Mannschaften je eines der Spiele für sich entscheiden können, bzw. endeten beide mit einem Unentschieden, so wurde ein drittes Entscheidungsspiel auf neutralem Platz anberaumt. Endete dies mit einem Unentschieden gab es anschließend ein Elfmeterschießen. Seit 1988 wurde auf das Entscheidungsspiel verzichtet, stattdessen fand direkt nach dem Rückspiel ein Elfmeterschießen statt, sofern in den regulären Spielzeiten der zwei Finalpartien kein alleiniger Sieger ermittelt werden konnte, ab 2008 auch erstmals davor eine Verlängerung. Die Auswärtstorregelung kam in den Finalspielen dieses Wettbewerbs nie zur Anwendung. Seit 2019 wird das Finale nur noch in einem Spiel auf neutralem Platz ausgetragen.
Bis heute (Stand: 2024) haben 138 Endspiele (Hin-, Rückspiele und Entscheidungsspiele bis 2018 getrennt betrachtet) stattgefunden.

## Die Endspiele im Überblick
Die Sieger sind fett gedruckt.
| Saison | Stadion | Stadt                                         | Heimmannschaft                                                          | Ergebnisse                          | Gastmannschaft                                                    |
| ------ | --- | --------------------------------------------- | ----------------------------------------------------------------------- | ----------------------------------- | ----------------------------------------------------------------- |
| 1960   | Estadio Centenario Estadio Defensores del Chaco                                                            | Montevideo Asunción                           | Peñarol Montevideo Club Olimpia                                         | 1:0 1:1                             | Club Olimpia Peñarol Montevideo                                   |
| 1961   | Estadio Centenario Estádio do Pacaembu                                                                     | Montevideo São Paulo                          | Peñarol Montevideo Palmeiras São Paulo                                  | 1:0 1:1                             | Palmeiras São Paulo Peñarol Montevideo                            |
| 1962   | Estadio Centenario Estádio Urbano Caldeira Estadio Monumental Antonio Vespucio Liberti                     | Montevideo Santos Buenos Aires                | Peñarol Montevideo FC Santos                                            | 1:2 2:3 3:0 (ES)                    | FC Santos Peñarol Montevideo                                      |
| 1963   | Maracanã La Bombonera                                                                                      | Rio de Janeiro Buenos Aires                   | FC Santos Boca Juniors                                                  | 3:2 1:2                             | Boca Juniors FC Santos                                            |
| 1964   | Estadio Centenario Estadio Libertadores de América                                                         | Montevideo Avellaneda                         | CA Independiente Nacional Montevideo                                    | 0:0 0:1                             | Nacional Montevideo CA Independiente                              |
| 1965   | Estadio Libertadores de América Estadio Centenario Estadio Nacional de Chile                               | Avellaneda Montevideo Santiago de Chile       | CA Independiente Peñarol Montevideo CA Independiente                    | 1:0 3:1 4:1 (ES)                    | Peñarol Montevideo CA Independiente Peñarol Montevideo            |
| 1966   | Estadio Centenario Estadio Monumental Antonio Vespucio Liberti Estadio Nacional de Chile                   | Montevideo Buenos Aires Santiago de Chile     | Peñarol Montevideo River Plate Peñarol Montevideo                       | 2:0 3:2 4:2 n.V (ES)                | River Plate Peñarol Montevideo River Plate                        |
| 1967   | Estadio Presidente Perón Estadio Centenario Estadio Nacional de Chile                                      | Avellaneda Montevideo Santiago de Chile       | Racing Club de Avellaneda Nacional Montevideo Racing Club de Avellaneda | 0:0 2:1 (ES)                        | Nacional Montevideo Racing Club de Avellaneda Nacional Montevideo |
| 1968   | Estadio Jorge Luis Hirschi Estádio do Pacaembu Estadio Centenario                                          | La Plata São Paulo Montevideo                 | Estudiantes de La Plata Palmeiras São Paulo Estudiantes de La Plata     | 2:1 3:1 2:0 (ES)                    | Palmeiras São Paulo Estudiantes de La Plata Palmeiras São Paulo   |
| 1969   | Estadio Centenario Estadio Jorge Luis Hirschi                                                              | Montevideo La Plata                           | Nacional Montevideo Estudiantes de La Plata                             | 0:1 2:0                             | Estudiantes de La Plata Nacional Montevideo                       |
| 1970   | Estadio Jorge Luis Hirschi Estadio Centenario                                                              | La Plata Montevideo                           | Estudiantes de La Plata Peñarol Montevideo                              | 1:0 0:0                             | Peñarol Montevideo Estudiantes de La Plata                        |
| 1971   | Estadio Jorge Luis Hirschi Estadio Centenario Estadio Nacional de Chile                                    | La Plata Montevideo Santiago de Chile         | Estudiantes de La Plata Nacional Montevideo                             | 1:0 2:0 (ES)                        | Nacional Montevideo Estudiantes de La Plata                       |
| 1972   | Estadio Nacional Estadio Libertadores de América                                                           | Lima Avellaneda                               | Universitario de Deportes CA Independiente                              | 0:0 2:1                             | CA Independiente Universitario de Deportes                        |
| 1973   | Estadio Libertadores de América Estadio Nacional de Chile Estadio Centenario                               | Avellaneda Santiago de Chile Montevideo       | CA Independiente CSD Colo-Colo CA Independiente                         | 1:1 0:0 2:1 n. V. (ES)              | CSD Colo-Colo CA Independiente CSD Colo-Colo                      |
| 1974   | Estádio do Morumbi Estadio Libertadores de América Estadio Nacional de Chile                               | São Paulo Avellaneda Santiago de Chile        | FC São Paulo CA Independiente                                           | 2:1 2:0 1:0 (ES)                    | CA Independiente FC São Paulo                                     |
| 1975   | Estadio Nacional de Chile Estadio Libertadores de América Estadio Defensores del Chaco                     | Santiago de Chile Avellaneda Asunción         | Unión Española CA Independiente                                         | 1:0 3:1 2:0 (ES)                    | CA Independiente Unión Española                                   |
| 1976   | Mineirão Estadio Monumental Antonio Vespucio Liberti Estadio Nacional de Chile                             | Belo Horizonte Buenos Aires Santiago de Chile | Cruzeiro Belo Horizonte River Plate Cruzeiro Belo Horizonte             | 4:1 2:1 3:2 (ES)                    | River Plate Cruzeiro Belo Horizonte River Plate                   |
| 1977   | La Bombonera Mineirão Estadio Centenario                                                                   | Buenos Aires Belo Horizonte Montevideo        | Boca Juniors Cruzeiro Belo Horizonte Boca Juniors                       | 1:0 1:0 0:0 n. V., (5:4 i. E.) (ES) | Cruzeiro Belo Horizonte Boca Juniors Cruzeiro Belo Horizonte      |
| 1978   | Estadio Olímpico Pascual Guerrero La Bombonera                                                             | Cali Buenos Aires                             | Deportivo Cali Boca Juniors                                             | 0:0 4:0                             | Deportivo Cali Boca Juniors                                       |
| 1979   | Estadio Defensores del Chaco La Bombonera                                                                  | Asunción Buenos Aires                         | Club Olimpia Boca Juniors                                               | 2:0 0:0                             | Boca Juniors Club Olimpia                                         |
| 1980   | Estádio Beira-Rio Estadio Centenario                                                                       | Porto Alegre Montevideo                       | Internacional Porto Alegre Nacional Montevideo                          | 0:0 1:0                             | Nacional Montevideo Internacional Porto Alegre                    |
| 1981   | Maracanã Estadio Nacional de Chile Estadio Centenario                                                      | Rio de Janeiro Santiago de Chile Montevideo   | Flamengo Rio de Janeiro CD Cobreloa Flamengo Rio de Janeiro             | 2:1 1:0 2:0 (ES)                    | CD Cobreloa Flamengo Rio de Janeiro CD Cobreloa                   |
| 1982   | Estadio Centenario Estadio Nacional de Chile                                                               | Montevideo Santiago de Chile                  | Peñarol Montevideo CD Cobreloa                                          | 0:0 0:1                             | CD Cobreloa Peñarol Montevideo                                    |
| 1983   | Estadio Centenario Estádio Olímpico Monumental                                                             | Montevideo Porto Alegre                       | Peñarol Montevideo Grêmio Porto Alegre                                  | 1:1 2:1                             | Grêmio Porto Alegre Peñarol Montevideo                            |
| 1984   | Estádio Olímpico Monumental Estadio Libertadores de América                                                | Porto Alegre Avellaneda                       | Grêmio Porto Alegre CA Independiente                                    | 0:1 0:0                             | CA Independiente Grêmio Porto Alegre                              |
| 1985   | Estadio Monumental Antonio Vespucio Liberti Estadio Olímpico Pascual Guerrero Estadio Defensores del Chaco | Buenos Aires Cali Asunción                    | Argentinos Juniors América de Cali Argentinos Juniors                   | 1:0 1:0 1:1, (5:4 i. E.) (ES)       | América de Cali Argentinos Juniors América de Cali                |
| 1986   | Estadio Olímpico Pascual Guerrero Estadio Monumental Antonio Vespucio Liberti                              | Cali Buenos Aires                             | América de Cali River Plate                                             | 1:2 1:0                             | River Plate América de Cali                                       |
| 1987   | Estadio Olímpico Pascual Guerrero Estadio Centenario Estadio Nacional de Chile                             | Cali Montevideo Santiago de Chile             | América de Cali Peñarol Montevideo                                      | 0:2 1:2 1:0 n. V. (ES)              | Peñarol Montevideo América de Cali                                |
| 1988   | Estadio Gigante de Arroyito Estadio Centenario                                                             | Rosario Montevideo                            | Newell’s Old Boys Nacional Montevideo                                   | 1:0 3:0                             | Nacional Montevideo Newell’s Old Boys                             |
| 1989   | Estadio Defensores del Chaco Estadio Nemesio Camacho                                                       | Asunción Bogotá                               | Club Olimpia Atlético Nacional                                          | 2:0 2:0, (5:4 i. E.)                | Atlético Nacional Club Olimpia                                    |
| 1990   | Estadio Defensores del Chaco Estadio Monumental Banco Pichincha                                            | Asunción Guayaquil                            | Club Olimpia Barcelona Sporting Club                                    | 2:0 1:1                             | Barcelona Sporting Club Club Olimpia                              |
| 1991   | Estadio Defensores del Chaco Estadio Monumental (Santiago de Chile)                                        | Asunción Santiago de Chile                    | Club Olimpia CSD Colo-Colo                                              | 0:0 3:0                             | CSD Colo-Colo Club Olimpia                                        |
| 1992   | Estadio Gigante de Arroyito Estádio do Morumbi                                                             | Rosario São Paulo                             | Newell’s Old Boys FC São Paulo                                          | 1:0 1:0, (3:2 i. E.)                | FC São Paulo Newell’s Old Boys                                    |
| 1993   | Estádio do Morumbi Estadio Nacional de Chile                                                               | São Paulo Santiago de Chile                   | FC São Paulo CD Universidad Católica                                    | 5:1 2:0                             | CD Universidad Católica FC São Paulo                              |
| 1994   | Estadio José Amalfitani Estádio do Morumbi                                                                 | Buenos Aires São Paulo                        | CA Vélez Sarsfield FC São Paulo                                         | 1:0 1:0, (5:3 i. E.)                | FC São Paulo CA Vélez Sarsfield                                   |
| 1995   | Estádio Olímpico Monumental Estadio Atanasio Girardot                                                      | Porto Alegre Medellín                         | Grêmio Porto Alegre Atlético Nacional                                   | 3:1 1:1                             | Atlético Nacional Grêmio Porto Alegre                             |
| 1996   | Estadio Olímpico Pascual Guerrero Estadio Monumental Antonio Vespucio Liberti                              | Cali Buenos Aires                             | América de Cali River Plate                                             | 0:1 2:0                             | River Plate América de Cali                                       |
| 1997   | Estadio Nacional Mineirão                                                                                  | Lima Belo Horizonte                           | Sporting Cristal Cruzeiro Belo Horizonte                                | 0:0 1:0                             | Cruzeiro Belo Horizonte Sporting Cristal                          |
| 1998   | Estádio São Januário Estadio Monumental Banco Pichincha                                                    | Rio de Janeiro Guayaquil                      | CR Vasco da Gama Barcelona Sporting Club                                | 2:0 2:1                             | Barcelona Sporting Club CR Vasco da Gama                          |
| 1999   | Estadio Olímpico Pascual Guerrero Estádio do Morumbi                                                       | Cali São Paulo                                | Deportivo Cali Palmeiras São Paulo                                      | 1:0 2:1, (4:3 i. E.)                | Palmeiras São Paulo Deportivo Cali                                |
| 2000   | La Bombonera Estádio do Morumbi                                                                            | Buenos Aires São Paulo                        | Boca Juniors Palmeiras São Paulo                                        | 2:2 0:0, (2:4 i. E.)                | Palmeiras São Paulo Boca Juniors                                  |
| 2001   | Aztekenstadion La Bombonera                                                                                | Mexiko-Stadt Buenos Aires                     | CD Cruz Azul Boca Juniors                                               | 0:1 0:1, (3:1 i. E.)                | Boca Juniors CD Cruz Azul                                         |
| 2002   | Estadio Defensores del Chaco Estádio do Pacaembu                                                           | Asunción São Paulo                            | Club Olimpia AD São Caetano                                             | 0:1 1:2, (2:4 i. E.)                | AD São Caetano Club Olimpia                                       |
| 2003   | La Bombonera Estádio do Morumbi                                                                            | Buenos Aires São Paulo                        | Boca Juniors FC Santos                                                  | 2:0 1:3                             | FC Santos Boca Juniors                                            |
| 2004   | La Bombonera Estadio Palogrande                                                                            | Buenos Aires Manizales                        | Boca Juniors Once Caldas                                                | 0:0 1:1, (2:0 i. E.)                | Once Caldas Boca Juniors                                          |
| 2005   | Estádio Beira-Rio Estádio do Morumbi                                                                       | Porto Alegre São Paulo                        | Athletico Paranaense FC São Paulo                                       | 1:1 4:0                             | FC São Paulo Athletico Paranaense                                 |
| 2006   | Estádio do Morumbi Estádio Beira-Rio                                                                       | São Paulo Porto Alegre                        | FC São Paulo Internacional Porto Alegre                                 | 1:2 2:2                             | Internacional Porto Alegre FC São Paulo                           |
| 2007   | La Bombonera Estádio Olímpico Monumental                                                                   | Buenos Aires Porto Alegre                     | Boca Juniors Grêmio Porto Alegre                                        | 3:0 0:2                             | Grêmio Porto Alegre Boca Juniors                                  |
| 2008   | Estadio Rodrigo Paz Delgado Maracanã                                                                       | Quito Rio de Janeiro                          | LDU Quito Fluminense Rio de Janeiro                                     | 4:2 3:1 n. V., (1:3 i. E.)          | Fluminense Rio de Janeiro LDU Quito                               |
| 2009   | Estadio Ciudad de La Plata Mineirão                                                                        | La Plata Belo Horizonte                       | Estudiantes de La Plata Cruzeiro Belo Horizonte                         | 0:0 1:2                             | Cruzeiro Belo Horizonte Estudiantes de La Plata                   |
| 2010   | Estadio Omnilife Estádio Beira-Rio                                                                         | Zapopan Porto Alegre                          | Deportivo Guadalajara Internacional Porto Alegre                        | 1:2 3:2                             | Internacional Porto Alegre Deportivo Guadalajara                  |
| 2011   | Estadio Centenario Estádio do Pacaembu                                                                     | Montevideo São Paulo                          | Peñarol Montevideo FC Santos                                            | 0:0 2:1                             | FC Santos Peñarol Montevideo                                      |
| 2012   | La Bombonera Estádio do Pacaembu                                                                           | Buenos Aires São Paulo                        | Boca Juniors Corinthians São Paulo                                      | 1:1 2:0                             | Corinthians São Paulo Boca Juniors                                |
| 2013   | Estadio Defensores del Chaco Mineirão                                                                      | Asunción Belo Horizonte                       | Club Olimpia Atlético Mineiro                                           | 2:0 2:0 n. V., (4:3 i. E.)          | Atlético Mineiro Club Olimpia                                     |
| 2014   | Estadio Defensores del Chaco Estadio Pedro Bidegain                                                        | Asunción Buenos Aires                         | Club Nacional Club Atlético San Lorenzo de Almagro                      | 1:1 1:0                             | Club Nacional Club Atlético San Lorenzo de Almagro                |
| 2015   | Estadio Universitario Estadio Monumental Antonio Vespucio Liberti                                          | San Nicolás de los Garza Buenos Aires         | UANL Tigres River Plate                                                 | 0:0 3:0                             | River Plate UANL Tigres                                           |
| 2016   | Estadio Olímpico Atahualpa Estadio Atanasio Girardot                                                       | Quito Medellín                                | Independiente del Valle Atlético Nacional                               | 1:1 1:0                             | Atlético Nacional Independiente del Valle                         |
| 2017   | Arena do Grêmio Estadio Ciudad de Lanús – Néstor Díaz Pérez                                                | Porto Alegre Lanús                            | Grêmio Porto Alegre CA Lanús                                            | 1:0 1:2                             | CA Lanús Grêmio Porto Alegre                                      |
| 2018   | La Bombonera Estadio Santiago Bernabéu                                                                     | Buenos Aires Madrid                           | Boca Juniors River Plate                                                | 2:2 3:1 n. V.                       | River Plate Boca Juniors                                          |
| Saison | Stadion | Stadt                                         | Sieger                                                                  | Ergebnis                            | Finalist                                                          |
| 2019   | Estadio Monumental "U"                                                                                     | Lima                                          | Flamengo Rio de Janeiro                                                 | 2:1                                 | River Plate                                                       |
| 2020   | Maracanã                                                                                                   | Rio de Janeiro                                | Palmeiras São Paulo                                                     | 1:0                                 | FC Santos                                                         |
| 2021   | Estadio Centenario                                                                                         | Montevideo                                    | Palmeiras São Paulo                                                     | 2:1 n. V.                           | Flamengo Rio de Janeiro                                           |
| 2022   | Estadio Monumental Banco Pichincha                                                                         | Guayaquil                                     | Flamengo Rio de Janeiro                                                 | 1:0                                 | Athletico Paranaense                                              |
| 2023   | Maracanã                                                                                                   | Rio de Janeiro                                | Fluminense Rio de Janeiro                                               | 2:1 n. V.                           | Boca Juniors                                                      |
| 2024   | Estadio Monumental Antonio Vespucio Liberti                                                                | Buenos Aires                                  | Botafogo FR                                                             | 3:1                                 | Atlético Mineiro                                                  |

## Ranglisten der Austragungsorte
(einschließlich 2024 nach insgesamt 138 Finalspielen)
| Rang | Stadion                                     | Austr. |
| ---- | ------------------------------------------- | ------ |
| 1    | Estadio Centenario                          | 21     |
| 2    | Estadio Nacional de Chile                   | 12     |
| 3    | La Bombonera                                | 11     |
|      | Estadio Defensores del Chaco                | 10     |
| 5    | Estádio do Morumbi                          | 9      |
| 6    | Estadio Monumental Antonio Vespucio Liberti | 8      |
| 7    | Estadio Libertadores de América             | 7      |
| 8    | Estadio Olímpico Pascual Guerrero           | 6      |
| 9    | Estádio do Pacaembu                         | 5      |
|      | Mineirão                                    | 5      |
|      | Maracanã                                    | 5      |
| 12   | Estadio Jorge Luis Hirschi                  | 4      |
|      | Estádio Beira-Rio                           | 4      |
|      | Estádio Olímpico Monumental                 | 4      |
| 15   | Estadio Monumental Banco Pichincha          | 3      |
| 16   | Estadio Nacional (Lima)                     | 2      |
|      | Estadio Gigante de Arroyito                 | 2      |
|      | Estadio Atanasio Girardot                   | 2      |
| 19   | Arena do Grêmio                             | 1      |
|      | Estadio Ciudad de Lanús – Néstor Díaz Pérez | 1      |
|      | Estadio Nemesio Camacho                     | 1      |
|      | Estadio Universitario                       | 1      |
|      | Estadio Palogrande                          | 1      |
|      | Estadio Omnilife                            | 1      |
|      | Estadio Monumental (Santiago de Chile)      | 1      |
|      | Estadio Santiago Bernabéu                   | 1      |
|      | Estadio Monumental "U"                      | 1      |
|      | Estadio Rodrigo Paz Delgado                 | 1      |
|      | Estadio Olímpico Atahualpa                  | 1      |

| Rang | Stadt                    | Austr. |
| ---- | ------------------------ | ------ |
| 1    | Montevideo               | 21     |
|      | Buenos Aires             | 21     |
| 3    | São Paulo                | 14     |
| 4    | Santiago de Chile        | 13     |
| 5    | Asunción                 | 10     |
| 6    | Porto Alegre             | 9      |
| 7    | Avellaneda               | 8      |
| 8    | Cali                     | 6      |
|      | Rio de Janeiro           | 6      |
| 9    | La Plata                 | 5      |
|      | Belo Horizonte           | 5      |
| 12   | Lima                     | 3      |
|      | Guayaquil                | 3      |
| 14   | Rosario                  | 2      |
|      | Medellín                 | 2      |
|      | Quito                    | 2      |
| 17   | Lanús                    | 1      |
|      | Santos                   | 1      |
|      | Bogotá                   | 1      |
|      | Manizales                | 1      |
|      | Mexiko-Stadt             | 1      |
|      | Zapopan                  | 1      |
|      | San Nicolás de los Garza | 1      |
|      | Madrid                   | 1      |

| Rang | Land        | Austr. |
| ---- | ----------- | ------ |
| 1    | Argentinien | 37     |
| 2    | Brasilien   | 35     |
| 3    | Uruguay     | 21     |
| 4    | Chile       | 13     |
| 5    | Paraguay    | 10     |
|      | Kolumbien   | 10     |
| 6    | Ecuador     | 5      |
| 7    | Mexiko      | 3      |
|      | Peru        | 3      |
| 9    | Spanien     | 1      |